# Cuogang (köpinghuvudort i Kina, Inner Mongolia Autonomous Region, lat 49,26, long 118,10)
Cuogang (kinesiska: 嵯岗, 嵯岗镇) är en köpinghuvudort i Kina. Den ligger i den autonoma regionen Inre Mongoliet, i den norra delen av landet, omkring 1 100 kilometer nordost om regionhuvudstaden Hohhot. Antalet invånare är 4 655. Befolkningen består av 2 285 kvinnor och 2 370 män. Barn under 15 år utgör 13,0 %, vuxna 15-64 år 80 %, och äldre över 65 år 5,0 %.
Runt Cuogang är det mycket glesbefolkat, med 2 invånare per kvadratkilometer. Det finns inga andra samhällen i närheten. Trakten runt Cuogang består i huvudsak av gräsmarker.
Genomsnittlig årsnederbörd är 448 millimeter. Den regnigaste månaden är juli, med i genomsnitt 125 mm nederbörd, och den torraste är februari, med 6 mm nederbörd.